# Babungo (peuple)
Pour les articles homonymes, voir Babungo.
Les Babungo sont une population d'Afrique centrale présente au Cameroun dans la région du Nord-Ouest (Grassland).

## Ethnonymie
Selon les sources et le contexte, on observe plusieurs variantes : Babongo, Babungos, Nge, Ngo, Nguu, Pengo, Vengi, Vengoo, Vengo.

## Langues
Ils parlent le babungo, une langue bantoïde dont le nombre de locuteurs était estimé à 27 000 au Cameroun en 2008. Le pidgin camerounais et l'anglais sont également utilisés.